# 柳本治頼
柳本 治頼（やなぎもと/やないもと はるより）は、戦国時代の武将。野勢若狭守や鑓蔵主とも呼ばれた。

## 概要
治頼は本来は山城国西岡今里の能勢氏の出身であり、柳本賢治の家臣として活動していた。治頼が柳本姓を名乗ったのは、賢治に治頼の家格を上昇させるがであった。ただし、能勢氏嫡流の三郎左衛門尉家は細川高国の被官として活動していることから、治頼は庶流出身であったと考えられる。治頼の名前は、柳本賢治の偏諱「治」と能勢氏の通字「頼」の組み合わせである。
享禄元年（1528年）7月8日や同年10月17日、翌年3月20日には柳本若狭守治頼の名前で署名している。享禄4年（1531年）に落馬により死去している。治頼は出家していたのにもかかわらず鑓の使い手として名を馳せたことから、鑓蔵主と呼ばれており、人としての評価はあまり高くなく、その因果のために落馬したと評価されている。逆に、賢治に登用されたのはその僧兵としての武勇によってであると考えられる。